# Filip Krajinović
Filip Krajinović (n. 27 februarie 1992) este un jucător sârb de tenis. Cea mai bună clasare la simplu în clasamentul ATP este locul 26 mondial, la 23 aprilie 2018. Debutul său în turul ATP a avut loc la Serbia Open din 2009, unde a pierdut în prima rundă. Cel mai bun rezultat individual al său a fost o finală Masters 1000, la Paris Masters 2017. A jucat o semifinală a Cupei Davis cu naționala Serbiei.